# Alasaari (ö i Muonioälven)
Alasaari är en ö i Sverige. Den ligger i Muonioälven och i Kiruna kommun intill gränsen mellan Sverige och Finland. Öns area är 4,5 hektar och dess största längd är 470 meter i sydöst-nordvästlig riktning.